# Paulius Grybauskas
Paulius Grybauskas (ur. 2 czerwca 1984 w Wilnie) – litewski piłkarz grający na pozycji bramkarza, reprezentant Litwy.

## Kariera klubowa
W lipcu 2011 roku podpisał kontrakt z Wigrami Suwałki, który rozwiązano w październiku tego samego roku. W styczniu 2012 roku podpisał roczny kontrakt z białoruskim klubem Szachcior Soligorsk.
| Sezon     | Klub                | Kraj        | Rozgrywki        | Mecze | Bramki |
| --------- | ------------------- | ----------- | ---------------- | ----- | ------ |
| 2003      | Šviesa Wilno        | Litwa       | A lyga           | 0     | 0      |
| 2004      | Ekranas Poniewież   | Litwa       | A lyga           | 6     | 0      |
| 2005      | Ekranas Poniewież   | Litwa       | A lyga           | 8     | 0      |
| 2006      | Ekranas Poniewież   | Litwa       | A lyga           | 4     | 0      |
| 2006/2007 | Oțelul Gałacz       | Rumunia     | Liga I           | 1     | 0      |
| 2007/2008 | Oțelul Gałacz       | Rumunia     | Liga I           | 10    | 0      |
| 2008/2009 | Oțelul Gałacz       | Rumunia     | Liga I           | 3     | 0      |
| 2009/2010 | Neftçi PFK          | Azerbejdżan | Premyer Liqa     | 22    | 0      |
| 2010/2011 | Neftçi PFK          | Azerbejdżan | Premyer Liqa     | 11    | 0      |
| 2011/2012 | Wigry Suwałki       | Polska      | II liga          | 6     | 0      |
| 2012      | Szachcior Soligorsk | Białoruś    | Wyszejszaja liha | 0     | 0      |